# 聖路易斯-奧比斯波縣 (加利福尼亞州)
圣路易斯-奥比斯波縣是美国加利福尼亚州的一個縣，位於太平洋岸中部。總面積9,634平方公里，根據2020年美國人口普查，共有人口28萬2,424人。縣府位於同名城市聖路易斯-奧比斯波。
該縣成立於1850年，是加州加入聯邦時一併成立的縣之一。縣名來自聖路易斯-奧比斯波-德托洛薩傳教點，以紀念圖盧茲的聖路易斯。
縣裡的主要經濟來源為有約1萬8千名學生的波莫納加州州立理工大學，以及觀光、農業、和其他政府機構，如加州男子監獄（California Men's Colony）。聖路易斯-奧比斯波縣是加州生產第三多葡萄酒的縣份，僅次於索諾馬縣和纳帕县。釀酒用葡萄是縣裡種植最多的農作物，而由它們釀成的酒也帶動一個日益成長的鄉村渡假產業。

## 地理

### 建制市
| 自治体（市/镇）                         | 成立年份 | 人口（2018） |
| --------------------------------------- | -------- | ------------ |
| 大阿罗约／阿罗约格兰德（Arroyo Grande） | 1911     | 18,087       |
| 阿塔斯卡德罗（Atascadero）              | 1979     | 30,330       |
| 格罗弗滩（Grover Beach）                | 1959     | 13,528       |
| 莫罗湾／莫罗贝（Morro Bay）             | 1964     | 10,581       |
| 帕索罗布尔斯／橡林关（Paso Robles）     | 1889     | 32,212       |
| 皮斯摩滩（Pismo Beach）                 | 1946     | 8,213        |
| 聖路易斯-奧比斯波（San Luis Obispo）    | 1856     | 47,446       |